# 유로스프린터
유로스프린터 (EuroSprinter 영어: 유로스프린터, 독일어: 오이로슈프린터)는 독일 지멘스(Siemens)에서 제작하고, 유럽 철도계에 폭넓게 채용되고 있는 전기 기관차이다.
지멘스에서 사용하고 있는 유로스프린터의 내부 명칭은 ES 64인데, ‘ES’라는 명칭은 ‘EuroSprinter’의 약자이고, ‘64’라는 숫자는 철로에서 6,400 kW를 출력할 수 있는 기관차라는 것을 가리킨다.

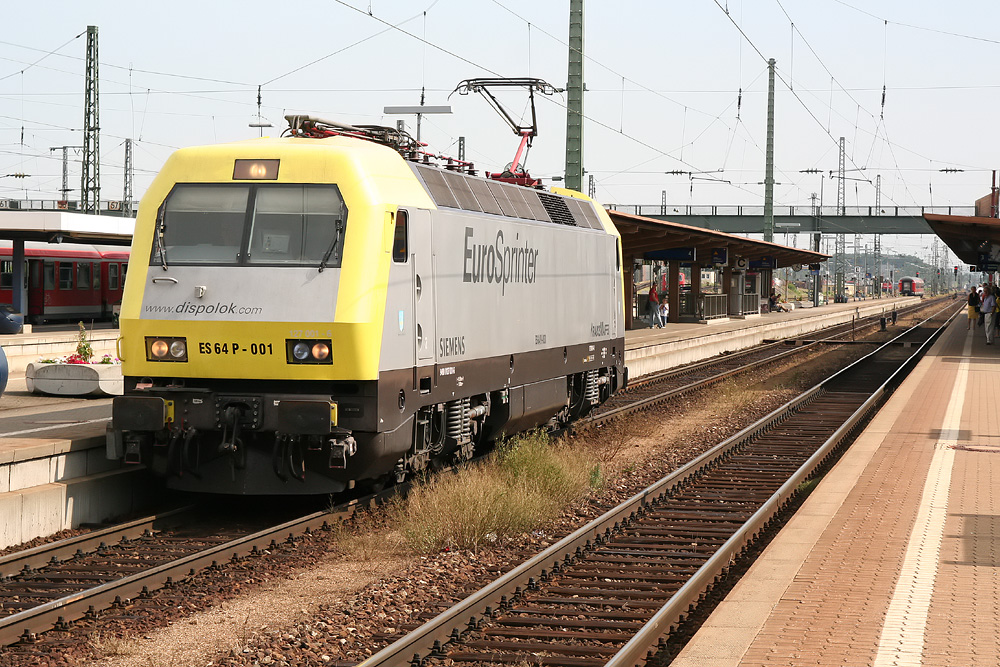
독일 철도 127형 전기 기관차.

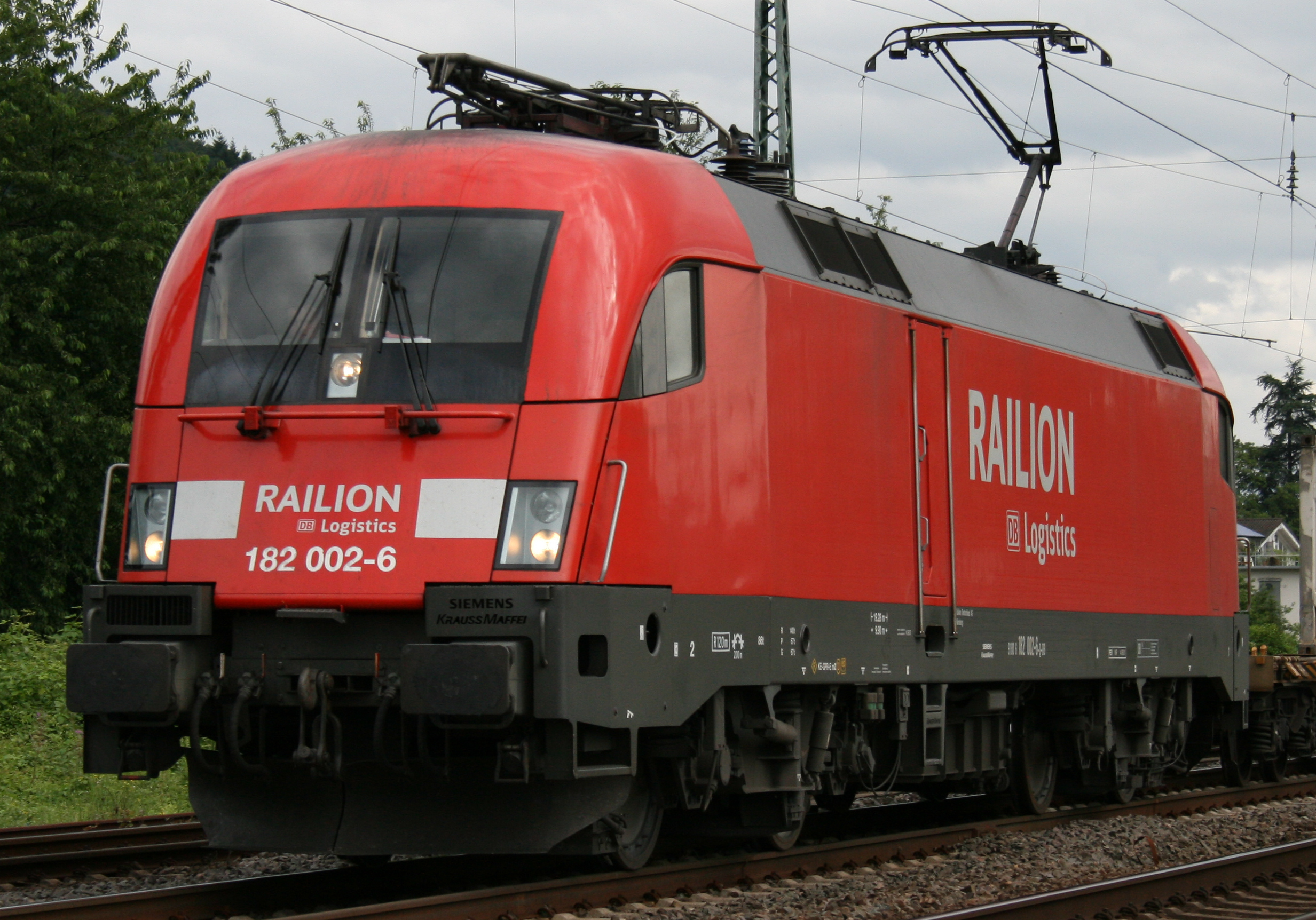
독일 철도 182형 전기 기관차.

## 개발
종래의 전기 기관차는 철도 사업자의 필요에 따라 제작된 주문 생산(order made) 기관차가 주류였지만, ‘유로스프린터’는 기본적인 사양을 미리 설정한 후 탑재되는 전기 기기류는 가능한 모듈화를 통해 다양한 사용자들의 요구에 용이하게 대응하기 위하여 설계된 전기 기관차이다.
유로스프린터가 도입되려던 시기인 1980년대 후반에는 유럽 각국의 철도 사업자가 심각한 경영난에 빠져 있어 비용 절감에의 노력이 절실히 요구되고 있었다. 따라서 유지비 절감의 차원에서 부품이 공동으로 치환될 수 있는 범용성 높은 기관차는 비용 절감 차원에서 적합하였다. 유로스프린터는 부품의 범용화, 대량 생산에 따른 제조 비용 인하, 보수 부품의 공통화를 통한 유지 관리(maintenance) 측면에서 우수하였기 때문에 받아들여질 수 있었다.
유로스프린터는 전기 기기류의 조합에 따라 중(重) 화물용부터 고속 여객용까지 기본사양에 따라 대응할 수 있는 기관차이다. 제어 기기는 인버터 제어 방식을 채용하고 있다. 이는 파워 일렉트로닉스(power electronics) 기술의 발달에 따른 기기류의 소형화·경량화의 실현 덕분이다.
1992년에 지멘스와 크라우스 마파이(Krauss-Maffei)에서 개발하였다. 당시 도이체 반은 제2차 세계 대전 이후 생산된 표준형 전기 기관차를 대체하려고 하였다. 시제차는 DB 120 기관차에서 처음 사용한 3상 교류 유도 전동기를 사용한 스페인 RENFE 252 기관차와 외형이 비슷하다.
동일한 컨셉으로 개발된 전기식 디젤 기관차는 ‘유로러너’(영어: EuroRunner)라는 명칭을 가지고 있다.

## 파생형
각각 파생형의 이름은 ES + 출력 + 목적 + 지원하는 전원 방식의 규칙을 따른다.
- ES는 위에서 설명한 것과 같이 ‘EuroSprinter’의 약칭이다.
- 출력은 위에서 설명한 것과 같이 정격 출력을 의미한다.
- 목적: P는 시제차(prototype), F는 화물용(freight), U는 범용(universal)을 의미한다.
- 지원하는 전기 방식: 2는 복전압, 4는 4중전압, 단일 전압의 경우에는 생략한다.

축의 수는 모두 4동축(動軸)으로 축중(軸重)은 약 21t이다.(유럽의 간선 철도선은 최대 축중 22.5t까지 허용되고 있다.)

### ES 64 P (프로토타입)
단일 전압만 지원하는 여객용 전기 기관차이다. 교류 15kV 16 2/3Hz를 지원하며 최고 속도는 시속 230km이다. 시제차 1량만 존재한다. 시험 당시 차량명은 DB 127이었으며, 현재는 디스폴록(Dispolok) 사(미쓰이 물산 계열의 기관차 리스 회사이다. 과거에는 “Siemens Dispolok”였다.) 소유이다. 그리스 OSE 120 전기 기관차는 ES 64 P를 기반으로 하며, 출력이 5000 kW로 상향되었으며 그리스의 전압 교류 25kV 50Hz를 지원하도록 변경되었다. 1996년부터 2001년까지 제작되었으며, 그리스의 첫 전기 기관차이다.

### ES 64 F

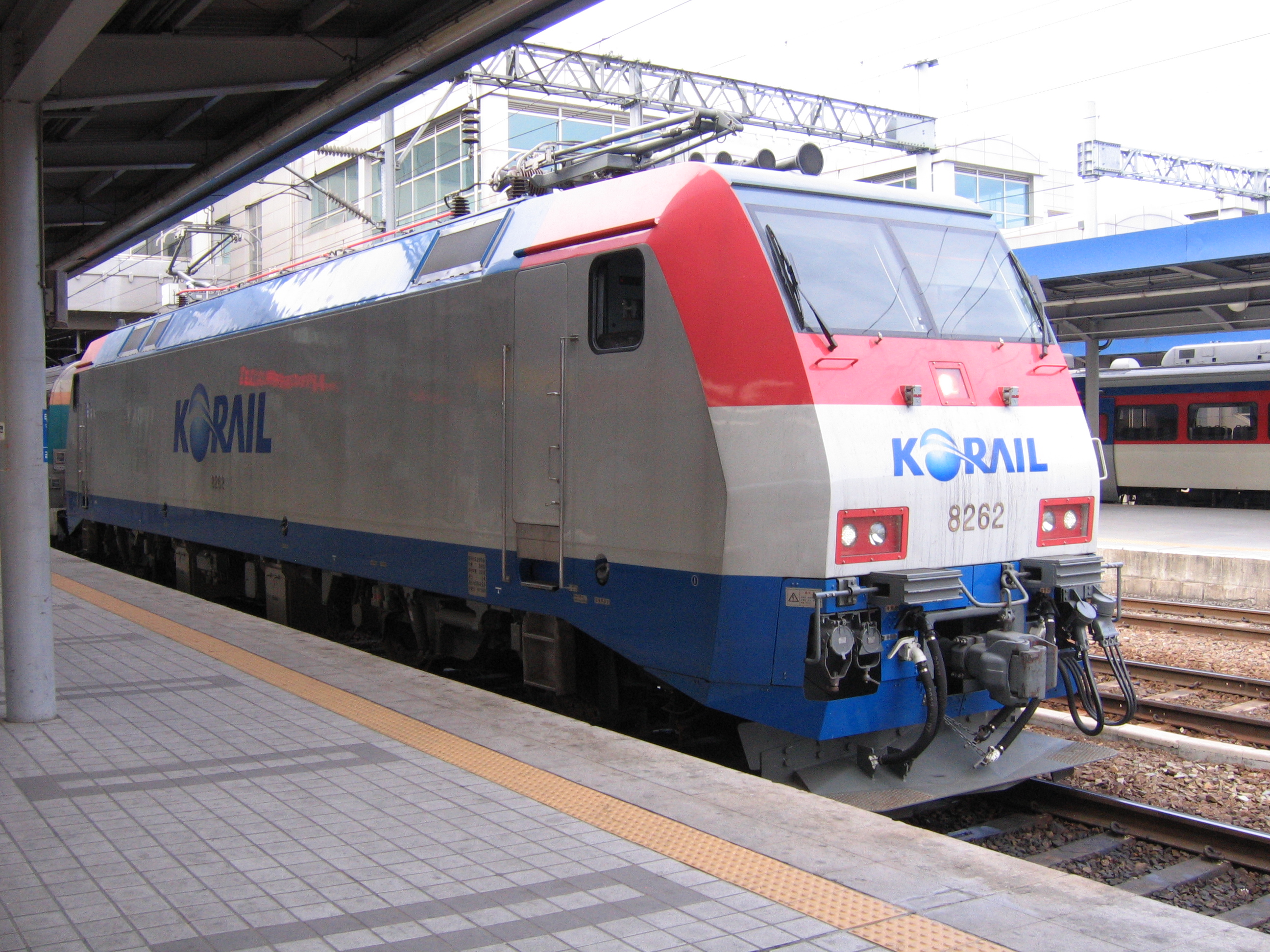
한국철도공사 8200호대 전기 기관차

단일 전압을 지원하는 화물용 전기 기관차이나, 여객 영업이 불가능한 것은 아니다. 교류 15kV 16 2/3Hz(국가마다 다를 수 있음)를 지원하며 최고속도는 140km/h이다. 1996년 DB 152 기관차로 최초 반입되었으며, 과거 사용한 150, 151 기관차를 대체하였다. 원래는 195량이 도이체 반에 반입될 예정이었으나, 170량 반입과 ES 64 U2 25량 반입으로 조정되었다. 한국철도공사 8100호대 전기 기관차와 8200호대 전기 기관차는 ES 64 F를 기반으로 대한민국의 전압 교류 25kV 60Hz에 맞게 재설계되었고, 출력은 5200kW이다. 8100호대는 대우중공업, 8200호대는 현대로템에 의해 면허 생산되었다.
덴마크 철도의 EG 전기 기관차는 1999년부터 2000년까지 13량 생산된 화물용 전기 기관차이다. 다른 모든 파생형과는 다르게 차륜 배열이 Co'-Co'이며, 전장과 차량 중량 역시 증가하였다. 견인력은 400 kN이다. 덴마크의 전압 교류 25kV 50Hz, 독일과 스웨덴의 전압 교류 15kV 16 2/3Hz를 모두 지원하여 ES 64 F2로 분류된다. DSB 화물 부문이 독일 레일리온에 인수된 후 DSB 로고가 도색에서 제거되었고, 2010년 EG 3111호가 다른 도이체 반 소유 기관차와 비슷한 도색으로 칠해졌다.
독일 철도의 전기 기관차는 2003년부터 2005년까지 ES 64 F4는 4종류의 전압을 지원하는 화물용 전기 기관차이다. 독일에는 DB 189, 스위스에는 Re 474로 반입되었다. 일부 차량은 디스폴록 소유의 대여 가능한 차량이다. 국가별 신호 장치를 모두 설치할 수 없기 때문에 차량에 따라서 설치된 신호 장비가 다르다.

### ES 64 U

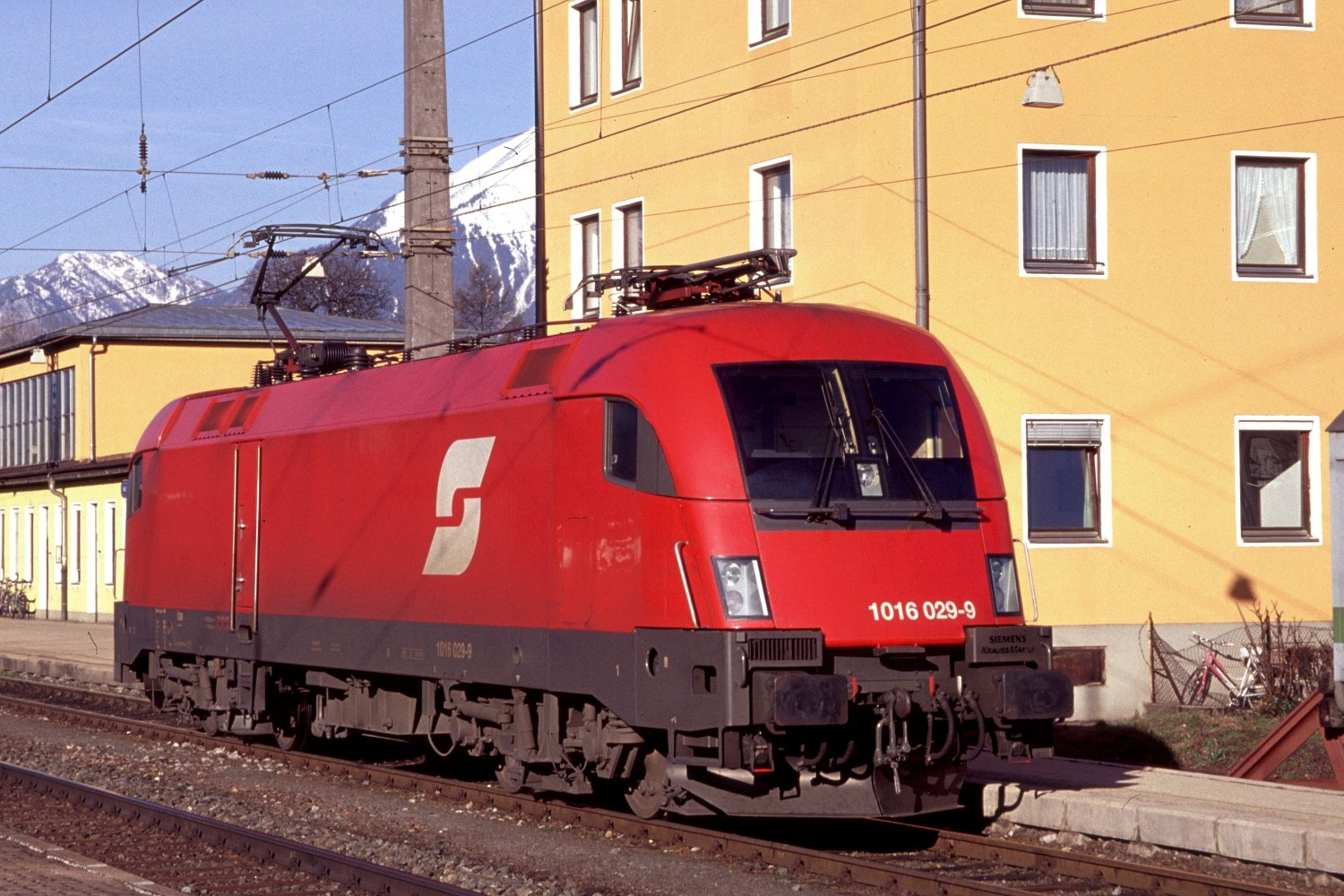
오스트리아 연방 철도의 1016형 전기 기관차. “타우루스”라는 애칭을 가지고 있다.

최고 속도 시속 230km까지 낼 수 있는 다목적 전기 기관차로 개발되었다. ES 64 U 계열은 교류 15kV 16 2/3Hz 단일 전압만 지원하며, ES 64 U2는 여기에 교류 25kV 50Hz, ES 64 U4는 U2에서 직류 1.5kV와 3kV 전원이 추가되었다.
ES 64 U 기반 기관차는 오스트리아 연방 철도(ÖBB)에 납입된 1016 전기 기관차이다. 오스트리아에서 사용한 별칭은 타우루스(Taurus)이며, 이 때문에 이후 생산된 다른 ES 64 U 계열도 타우루스라고 불리기도 한다. ES 64 U2 기반 기관차는 ÖBB 1116, DB 182, MÁV(헝가리 철도)/GySEV(죠르-쇼프론-에벤푸르티 철도) 1047 기관차가 있다. ÖBB 1116 기관차는 헝가리와 슬로바키아로 운행하기 위하여 교류 25kV 지원이 추가되었고, MÁV/GySEV 1047 기관차도 같은 구간을 운행한다. 디스폴록에서도 일부 기관차를 대여용으로 소유하고 있다.
ES 64 U4 기관차는 유럽에서 사용되는 모든 전기 방식인 교류 15kV 16 2/3Hz, 교류 25kV 50Hz, 직류 1.5kV, 직류 3kV를 모두 지원한다. 전두부 형상이 이전 세대와는 살짝 달라졌다. ÖBB 1216, SŽ(슬로베니아 철도) 541, PKP(폴란드 철도) EU44, 이탈리아 E 190 기관차가 해당한다. ÖBB 1216 050-5 기관차는 2006년 9월 2일 정식 반입 이전 운행 시험 중 독일 뉘른베르크 근처에서 전기 기관차의 세계 최고 속도 기록 357 km/h를 달성하였다. 시험을 위하여 차량을 별도로 개조하지 않았다.

## 같이 보기
- 봄바디어 TRAXX
- 알스톰 프리마